# Prix Mavis-Gallant
Le prix Mavis-Gallant (en anglais Mavis Gallant Prize for Non-fiction) est un prix littéraire québécois de langue anglaise. Il a été créé en 1988 par la Quebec Writers' Federation dans le but d'encourager et de promouvoir la littérature de langue anglaise au Québec. Il est remis à un auteur d'une étude ou d'un essai.

## Lauréats
- 1988 - Witold Rybczynski
- 1989 - Witold Rybczynski
- 1990 - David Solway
- 1991 - Donald MacKay
- 1992 - Mary Meigs
- 1993 - Zhimei Zhang
- 1995 - Charles Foran
- 1996 - Terence Frederick Rigelhof
- 1997 - William Weintraub
- 1998 - David Manicom
- 1999 - Elaine Kalman Naves
- 2000 - Taras Grescoe
- 2001 - Jack Todd
- 2002 - Henry Aubin
- 2003 - Elaine Kalman Naves
- 2004 - Joel Yanofsky
- 2005 - Fred Bruemmer
- 2006 - Sherry Simon
- 2007 - Julie Barlow et Jean-Benoît Nadeau
- 2008 - Taras Grescoe
- 2009 - Eric Siblin
- 2010 - Cleo Paskal
- 2011 - Joel Yanofsky
- 2012 - Taras Grescoe
- 2013 - Adam Leith Gollner